# Церковь Рождества Христова (Дерябино)
Церковь Рождества Христова — недействующий православный храм расположенный в селе Дерябино Верхотурского района Свердловской области. В настоящее время церковь заброшена.
Решением исполнительного комитета Свердловского областного Совета народных депутатов от 31 декабря 1987 года присвоен статус памятника архитектуры регионального значения.

## История
В приход села входили деревни на реке Туре: Запольская, Заберёзниковая, Вороская, Голубева, Голкова, Бурлевая, Рагозина, Литовская и Лобановая. Число прихожан немногим меньше 2200.
Первый храм был основан в 1704 году, деревянное здание позднее было уничтожено пожаром. Новое здание двухпрестольной, двухэтажной церкви начали строить в 1794 году по грамоте Варлаама, архиепископа Тобольского и Сибирского. 14 января 1799 году нижний храм был освящён в честь Рождества Христова, верхний честь пророка Иоанна Предтечи.
В 1922 году изъято имущество храма: 38 фунтов 47 золотников серебра (15,7 килограмм). Здание закрыто в 1930-х. В 1948 году снесена колокольня. Позднее в здании размещалась пожарная часть. В настоящее время храм восстанавливается.

## Архитектура
Каменное, двухэтажное здание, трёхчастное в плане. Храмовый четверик с полуовальной апсидой, трапезная и основание колокольни (не сохранилось), вытянутые по одной оси.
Четверик, имеющий в завершении северной и южной стен треугольные фронтоны, увенчан малым восьмериком, приподнятым на особом постаменте и украшенным волютками.
Аналогичный, но меньший по размеру восьмерик возведён и над алтарём. Углы объёмов поэтажно акцентированы пилястрами; на верхнем этаже пилястры утончаются и наделены филёнчатыми пьедесталами. В горизонтальных членениях — междуэтажном и венчающем карнизах, а также во фронтонах — использованы мелкие сухарики. Окна первого этажа — арочные, оформлены уступчатыми рамками, завершёнными сандриками и двумя небольшими завитками; выше — ещё один сандрик, изогнутый посередине. Сходным образом решены и порталы. Второй этаж получил прямоугольные оконные проёмы с горизонтальными филёнками под ними; наличники здесь рамочные, с сандриками, усложнёнными мотивом «полуглавия».
Оригинальная роспись интерьера утрачена.